# Клин (Вачский район)

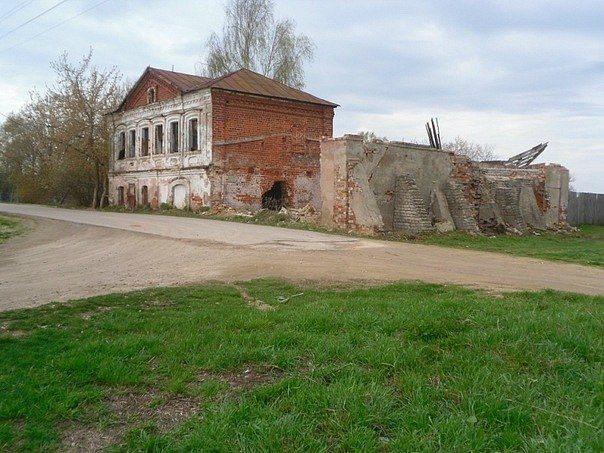
Дом купца Аранышева в селе Клин

Клин — село в Вачском районе Нижегородской области России, входит в состав Филинского сельсовета. До 10.09.2009 — административный центр Клинского сельсовета. По результатам голосования 15.08.2009 вошёл в состав Филинского сельсовета.
Оно расположено на живописном правом берегу Оки, с высоты которого открывается вид на Муромский заказник.
В прошлом — волостное село Муромского уезда Владимирской губернии.

## История
По писцовым книгам 1628—1630 годов село Клин значится во владениях разных помещиков — окольничего князя Григория Волконского, братьев Лупандиных и др. В селе в то время было 2 деревянных церкви: холодная в честь Рождества Пресвятой Богородицы и тёплая во имя Николая Чудотворца.
В XIX веке село было известным торговым местом. Здесь каждую неделю по вторникам работал базар, куда крестьяне привозили хлеб и другие изделия. На торги приезжали не только крестьяне из ближайших поселений, но и купцы из Мурома. Самыми богатыми домами были дома купцов (Пылины, Шериховы, Шишковы, Малиновы, Аранышевы). Самыми богатыми были братья Аранышевы. Им принадлежала паровая мельница, а также самый большой (двухэтажный) кирпичный дом. В советское время в нём располагался Клинский сельский совет.
В 1910 году на месте древней деревянной церкви была построена большая каменная церковь в популярном тогда русском стиле. В церкви было три придела: главный — в честь Рождества Пресвятой Богородицы, а также один в честь апостола Иоанна Богослова и ещё один в честь иконы Пресвятой Богородицы «Всех скорбящих радость». Строили её силами всех жителей села. В 1896 году приход состоял из села Клин и присёлка Курмыша, в которых по клировым ведомостям числилось 180 дворов, 723 души мужского пола и 889 женского. В селе имелась церковно-приходская школа, в которой было 54 учащихся. Уже осенью 1937 года церковь была разрушена — уничтожены алтарная часть и крыша с пятью куполами.
Идею коллективизации местные жители поначалу восприняли без особого энтузиазма, даже в 1935 году ещё не было 100%-ного охвата. Но уже в 1938—1939 годах колхоз им. Сталина крепко стоял на ногах, участвовал в Выставке народного хозяйства, здесь появились свои ясли-сад, активно закупались тракторы и автомобили. В послевоенное время колхоз быстро восстанавливался, особенно высокая производительность отмечается в 1970-80-х годах. В это время возросла продуктивность полей и ферм, урожаи зерна 30 и более центнеров с гектара стали нормой. В это время велось большое строительство производственных объектов и жилья, построено двухэтажное здание Клинской школы, кроме того по всему Клину проложены асфальтированные дороги, водопровод с хорошей питьевой водой, уличное освещение. Условия труда были хорошие, и на работу в колхоз ехали со всего Советского Союза.

## Клин — село Некрасова
Одним из владельцев села Клин был отец известного русского поэта и мыслителя Николая Алексеевича Некрасова дворянин Алексей Сергеевич Некрасов. Об этом свидетельствует дело «О даче господину Некрасову на Муромское и Гороховецкое имения свидетельства», хранящееся во Владимирском Государственном Архиве. В нём говорится, что А. С. Некрасову принадлежит земли 105 десятин 61 сажень с 24 душами мужского населения.
Известно, что на своих землях Некрасовы занимались добычей алебастра (до 25 000 пудов в год), получая за него 600 рублей дохода в год. При хорошем урожае яблок с имевшихся у них садов они получали выручку от продажи до 500 рублей. Кроме того, к имению Некрасова относились отхожие сенные покосы за рекой Окой в количестве 19 десятин 150 сажен. Если судить по количеству крепостных, то Клинское имение Некрасовых было крупнее, чем в трёх деревнях Гороховецкого уезда (Алешунино, Сафоново, Михайловское), а по размерам и по значимости угодий идентично им. Эти деревни находятся в левобережье Оки напротив Клинского имения.

## Население
| 1859 | 1897  | 1905  | 1926  | 1999 | 2002 | 2010 |
| ---- | ----- | ----- | ----- | ---- | ---- | ---- |
| 928  | ↗1200 | ↗1222 | ↗1791 | ↘642 | ↘535 | ↘466 |

## Клин сегодня
Последние десятилетия для Клина, как и для многих сел России, были непростыми. Отсутствие собственного производства, отток работоспособного населения в города почти превратили богатейшее село Нижегородской области в одну из тысяч умирающих деревень. Однако в настоящее время принята программа создания здесь Некрасовского историко-культурного Центра, а также изучается туристический потенциал Клина. Кроме того, уже ведутся работы по воссозданию храма Рождества Пресвятой Богородицы.
На сегодняшний день в селе имеются средняя школа, в которой действуют только начальные классы, библиотека, почта, два магазина, ветеринарный пункт,.
Доехать до Клина можно на автомобиле по автодороге Р125 Муром — Нижний Новгород, повернув по указателю в Филинском или рейсовым автобусом Павлово—Клин.

## Выдающиеся люди Клина
- Кочетов, Михаил Сергеевич (1913—1939) — Герой Советского Союза, житель Клина.
- Исаев Григорий Петрович (1895—1978) председатель колхоза имени Сталина в период расцвета хозяйства до войны, когда колхоз был участником ВДНХ